# Primula grignensis
Primula grignensis är en viveväxtart som beskrevs av D.M. Moser. Primula grignensis ingår i släktet vivor, och familjen viveväxter. Inga underarter finns listade i Catalogue of Life.